# TENJIN APRES-MIDI
TENJIN APRES-MIDI（テンジン・アプレミディ）は、CROSS FMで放送されていたラジオ番組。2004年4月5日から2006年3月31日までの毎週月曜日～金曜日、12:00～15:00、福岡市の「天神きらめき通りスタジオ」から生放送された。

## 概要
- 2004年春のCROSS FM番組改編の大きな目玉でもあった、新サテライトスタジオ「天神きらめき通りスタジオ」が天神岩田屋新館横に開設されたことによりスタートした、同スタジオからの最初のレギュラー生放送番組。同時にスタートした夕方のワイド番組「CROSS EVENING SHOW CATEGORY T.T.」同様「天神」を番組名に冠し（「CATEGORY T.T.」のT.T.はTENJINのTOGGY」の意）、福岡市の中心でもある天神にスタジオが出来、そこからの放送であることをアピールした。
- 開始当初は「CROSS AFTERNOON SHOW TENJIN APRES-MIDI」が正式名称であったが、2005年春の番組改編以降、この番組名に改められた。
- 福岡市内の情報を中心に、往年のヒット曲からジャズ、ラウンジ・ミュージックなど幅広い音楽を織り交ぜて放送した。

## ナビゲーター
| 期間      | 期間      | 月 - 水  | 木       | 金       |
| --------- | --------- | -------- | -------- | -------- |
| 2004.4.5  | 2004.9.24 | 信川竜太 | 信川竜太 | 後藤心平 |
| 2004.9.27 | 2005.4.1  | 信川竜太 | 信川竜太 | 植原史子 |
| 2005.4.4  | 2006.3.31 | 信川竜太 | 植原史子 | 植原史子 |

## コーナー
- シネ・ソムリエ（月 12:10頃）

公開予定間近の映画の情報や話題を紹介した。
- ホット・シティ・タイムズ（火 12:10頃）

福岡県内で行われるイヴェントを紹介した。
- エディターズ・カフェ （水 12:10頃）

福岡市内で発行されているタウン情報誌の編集員をスタジオに招き、聴取者に耳寄りな情報を紹介した。
- トラジェ・キューシュー （木 12:10頃）

九州各県及び山口県の観光地からの情報を紹介した。
- おしえてグランドマスター （金 12:10頃）

各界の達人をスタジオに招いて話を伺った。
- HAPPY STYLE A to Z （月〜金 12:50頃）

同局のオフィシャルカードであるクロスクラブカードがスポンサーのコーナー。提供クレジットはナビゲーターが毎回読み上げた。
生活のヒントとなる情報を紹介するコーナー。毎週金曜日は心理テストを出題した。
- SNAP SHOT（月〜金 13:50頃）

スポンサーはタイ国政府観光庁で、提供クレジットは信川竜太が紹介したものがジングル化された。但し、前半1年間は英語での紹介であった。
タイ国政府観光庁のスタッフや、タイ国際航空のスタッフなどをスタジオに招き、タイの旅情報などを伝えた。
このコーナーは後番組「CROSS POWER CAST」内で引き続き放送されている。
| CROSS FM 平日のワイド番組                          | CROSS FM 平日のワイド番組 | CROSS FM 平日のワイド番組            |
| 前番組                                             | 番組名                    | 次番組                               |
| -------------------------------------------------- | ------------------------- | ------------------------------------ |
| CROSS AFTERNOON SHOW RADIO GOO (月-金 12:00-18:00) | TENJIN APRES-MIDI         | CROSS POWER CAST (月-金 10:30-15:30) |